# Raymonda Hawa-Tawil
Pour les articles homonymes, voir Hawa (homonymie) et Tawil.
Raymonda Hawa-Tawil est une femme de lettres et journaliste palestinienne, née en 1940 à Saint-Jean-d'Acre en Palestine mandataire.

## Biographie
Elle naît en 1940 à Saint-Jean-d'Acre au sein d’une famille de notables chrétiens palestiniens. Elle passe une partie de son enfance comme pensionnaire chez des sœurs catholiques françaises. Sa vie publique débute avec un salon d'intellectuels qu’elle tient à Naplouse, au Nord de Cisjordanie. Son indépendance d’esprit lui vaut le surnom de « La Lionne de Naplouse ». En 1978, Raymonda Hawa-Tawil ouvre une agence de presse palestinienne à Jérusalem qui publie la revue Al Awda (Le Retour). En raison de ses activités politiques comme journaliste, elle est placée en résidence surveillée pendant six mois par décision militaire israélienne. Elle est aussi emprisonnée pendant quarante-cinq jours pour des activités dites « subversives », période pendant laquelle elle subit un violent passage à tabac. Ces expériences la pousseront à rédiger Mon pays, ma prison  en collaboration avec le journaliste israélien Peretz Kidron (en). Son travail qui cherche à réconcilier son peuple avec les Israéliens lui vaut le Prix de la Paix à Vienne.
Chrétienne, elle a toujours prôné le dialogue et la réconciliation entre les deux peuples, une position qui lui a valu d’être détestée par les extrémistes de tous bords. Après avoir échappé de justesse à un attentat ciblé dont les auteurs n’ont jamais été retrouvés, elle se réfugie en France tandis que Yasser Arafat dirige l’OLP à Tunis, où il épouse Souha, la fille de Raymonda Tawil. Celle-ci devient alors familière du leader palestinien. Farouchement indépendante, elle n’hésite pas à prendre position là où personne ne l’attend. En 1994, elle rentre à Gaza. Elle assiste à la mise en place de l’Autorité palestinienne, tout en restant très proche de ses amis français et israéliens.
En l’an 2000, au moment où éclate la seconde Intifada, elle habite Ramallah, non loin de la Mouqata'a, quartier général de l’Autorité palestinienne en Cisjordanie. Elle possède un bureau à côté de celui d’Arafat, qu’elle voit quasiment tous les jours. Le gouvernement israélien décide alors la réclusion d’Arafat dans un espace de plus en plus confiné. Les chars de Tsahal entourent la Mouqata'a, partiellement détruite par les tirs et les bulldozers. Mois après mois, la situation s’aggrave, les villes dirigées par l’Autorité palestinienne sont réoccupées. Vivant aux côtés du président, Raymonda Tawil devient la confidente et l’amie des derniers jours. Elle l’accompagne jusqu’à l’hélicoptère jordanien qui le transporte à Amman, où l’avion dépêché par Jacques Chirac l’attend. Suivront l’hospitalisation et l’agonie aux portes de la capitale française. Le 12 novembre, Jacques Chirac rend un hommage au leader palestinien, salué par le Premier ministre à Villacoublay, où la Garde républicaine lui rend les honneurs. L’avion s’envole pour Le Caire, où des représentants du monde entier attendent la dépouille mortelle. Puis des hélicoptères l’emmènent à Ramallah, où il sera enterré. Raymonda Tawil assiste à l'enterrement en terre palestinienne.
De 2004 à 2007, elle habite Tunis avec sa fille Souha Arafat. La famille est expulsée du territoire tunisien par le président Ben Ali en août 2007 et se réfugie à Malte.
Auteur de deux livres publiés au Seuil, Mon pays, ma prison et Palestine mon histoire (préfacé par Jean Lacouture), Raymonda Tawil a écrit le second avec la collaboration du romancier Christophe Ferré.

## Citations
« C’est un pays étrange que celui où nous habitons. Les pannes d’électricité sont à son image. La Palestine est dans la nuit, privée de lumière comme de liberté. De temps en temps, la lumière revient. Alors l’espoir revient aussi. Et puis tout s’arrête de nouveau, tout s’éteint. Dans l’obscurité, on cherche un peu d’espoir et de réconfort. On allume des bougies pour essayer de se convaincre que tout n’est pas perdu. Cela va-t-il durer ? Cela aura-t-il une fin ? »
— Raymonda Hawa-Tawil, Palestine mon histoire, p. 15

## Publications
- R. Hawa-Tawil, Palestine, mon histoire, Paris, Ed. du Seuil, coll. « L’Histoire immédiate », 2001.
- R. Hawa-Tawil, Mon pays, ma prison ; une femme de Palestine, Paris, Ed. du Seuil, coll, « Traversée du siècle », 1979.

Œuvres traduites en anglais, espagnol et italien.